# Патримоній Святого Петра
Патримоній Святого Петра (лат. Patrimonium Sancti Petri — дослівно Вотчина або Спадщина Святого Петра) — термін, що спочатку позначав земельні володіння та доходи різного роду, що належали апостольському Святому Престолу. До середини VIII століття ці володіння повністю складались з приватної власності, пізніше це відповідало територіям під папським суверенітетом, але з початку XIII століття цей термін застосовувався до однієї з чотирьох провінцій Папської держави.

## Патримоніальні володіння Римської церкви
У 321 році нашої ери римський імператор Костянтин Великий оголосив, що християнська церква може володіти та передавати власність. Це була перша правова основа для володінь Римської церкви. Згодом вони були поповнені за рахунок пожертвувань. Ймовірно, сам Костянтин подарував Церкві Латеранський палац у Римі. Дари Костянтина склали історичне ядро для низки міфів, що породили підроблений документ, відомий як «Костянтинів дар».
Заможні родини римської знаті наслідували приклад Костянтина. Пам'ять про них часто зберігалася навіть після вимирання самих родин у назвах майна, яке вони колись подарували Римському престолу. За час свого правління Папа Сильвестр I став власником маєтків в Італії, Сицилії, Антіохії, Малій Азії, в регіоні навколо Гіппона в Нумідії, Вірменії та Верхній Месопотамії. Дарування великих маєтків припинилося приблизно у 600 році нашої ери. Візантійські імператори віддавали перевагу Константинопольському патріархату та були менш щедрими у своїх подарунках. Війни з лангобардами також мали несприятливий вплив, і мало які родини все ще могли заповісти великі маєтки.
Окрім низки розрізнених володінь у Далмації та південній Галлії, вотчини, природно, здебільшого розташовувалися в Італії та на прилеглих островах. Землі в Далмації були втрачені під час аварських та слов'янських навал. Найціннішими та найбільшими володіннями були ті, що на Сицилії, навколо Сіракуз та Палермо. Доходи від цих маєтків на Сицилії та в Нижній Італії оцінювалися в три з половиною таланти золота у VIII столітті, коли візантійський імператор Лев Ісавр конфіскував їх.
Але найчисленнішими були вотчини поблизу Риму (наступники класичних латифундій у часи Агро Романо, які почали формуватися у VII столітті. Більшість віддалених маєтків було втрачено у VIII столітті, тому маєтками навколо Риму почали керувати з особливою ретельністю, очолюваними дияконами, безпосередньо підлеглими папі. Інші італійські володіння включали неаполітанське з островом Капрі, Гаетське, Тосканське, Патримоніум Тібуртінум поблизу Тіволі, маєтки навколо Отранто, Озімо, Анкони, Умани, маєтки поблизу Равенни та Генуї, і, нарешті, володіння в Істрії, Сардинії та Корсиці.
Доходи від вотчин використовувалися для управління, утримання та будівництва церков, обладнання монастирів, ведення папського господарства та підтримки духовенства, а також значною мірою для полегшення державної та приватної злиднів. Управляючи спадщиною Святого Петра, папа Григорій I (540—604) виявив значне розуміння деталей та адміністративні здібності. Передбачаючи загрозу дефіциту зерна, Григорій наповнив житниці Риму урожаєм з Єгипту та Сицилії. Численні будинки для бідних, лікарні, дитячі будинки та хоспіси для паломників утримувалися з доходів вотчин. Григорій також витратив великі суми на викуп полонених у лангобардів і похвалив одного з єпископів за те, що він розбив та продав церковне начиння з цією метою.

## Політична роль папства
Політичний аспект папства з часом став дуже помітним, оскільки Рим, після перенесення імператорської резиденції на схід в Константинополь, більше не був місцем розташування жодного з вищих політичних чиновників. Після поділу імперії західні імператори воліли зробити своєю резиденцією краще захищену Равенну. Тут був центр влади Одоакра та Остготського королівства; тут також, після падіння остготів, проживав намісник візантійського імператора в Італії, екзарх.
У Римі папа дедалі частіше з'являвся на політичних переговорах; папа Лев I вів переговори з королями гунів Аттілою та вандалів Гейзеріхом, а папа Геласій I — з королем остготів Теодоріхом. Кассіодор, як префект преторія під верховенством остготів, доручив опіку світськими справами папі Іоанну II.
Коли імператор Юстиніан I видав Прагматичну санкцію 554 року, папі та Сенату було доручено контроль над вагами та мірами. Відтоді протягом двох століть папи були вірними прихильниками візантійського уряду проти зазіхань лангобардів і були тим більш незамінними, що після 603 року Сенат зник. Папи тепер були єдиним судом, завдання, яке частіше доручалося єпископам як «Захисникам народу».
Коли імператор Юстиніан II у 692 році спробував силою доставити папу Сергія I до Константинополя (як це сталося з папою Мартіном I), щоб отримати від нього згоду на канони Трулльського собору, скликаного імператором, ополчення Равенни та герцогства Пентаполіс, що лежало безпосередньо на південь, зібралося, увійшло до Риму та змусило повноважного представника імператора піти. У 715 році нашої ери папську кафедру, яку востаннє займали сім східних пап, зайняв західний папа Григорій II, якому судилося протистояти Леву III Ісаврію в іконоборчому конфлікті.

## Крах візантійської влади в Центральній Італії
Дивна форма, яку церковні володіння набули з самого початку, пояснюється тим, що це були райони, в яких населення центральної Італії до останнього захищалося від лангобардів.
У 751 році король лангобардів Айстульф завоював Равенну і тим самим вирішив довгоочікувану долю екзархату та Пентаполіса. А коли Айстульф, який також тримав Сполето під своєю безпосередньою владою, спрямував усю свою силу проти Римського герцогства, здавалося, що й його більше не можна втримати. Візантія не могла надіслати військ, а імператор Костянтин V, у відповідь на неодноразові прохання про допомогу нового папи Стефана II, міг лише порадити йому діяти відповідно до давньої політики Візантії, налаштувати якесь інше германське плем'я проти лангобардів. Тільки франки були достатньо могутніми, щоб змусити лангобардів підтримувати мир, і тільки вони мали тісні стосунки з папою. Карл Мартелл раніше не відповів на благання папи Григорія III, але тим часом стосунки між франкськими правителями та папами стали тіснішими. Папа Захарій лише нещодавно (751 р.) підтримав каролінзького мажордома Піпіна при сходженні на меровінзький пресол, що розвіяло всі сумніви на його користь. Тому не було нерозумно очікувати активного прояву вдячності у відповідь, коли Рим зазнавав найбільшого тиску з боку Айстульфа.
Відповідно, Стефан II таємно надіслав листа королю Піпіну через паломників, просячи його допомоги проти Айстульфа та пропонуючи переговори. Піпін, у свою чергу, відправив абата Дроктеганга з Жюм'єжа на переговори з папою, а трохи пізніше відправив герцога Отхара та єпископа Хродеганга з Меца, щоб супроводжувати папу до Франкського королівства.
Ніколи раніше Папа Римський не перетинав Альпи. Поки папа Стефан готувався до подорожі, з Константинополя прибув посланець, який доручив папі ще раз переговори з Айстульфом, щоб переконати його відмовитися від своїх завоювань. Стефан взяв із собою імператорського посланця та кількох сановників Римської церкви, а також членів аристократії, що належали до римського ополчення, і вирушив спочатку до Айстульфа. У 753 році папа покинув Рим. Коли папа зустрівся з ним у Павії, Айстульф відмовився вступати в переговори чи чути про відновлення своїх завоювань. Лише з труднощами Стефан нарешті переконав лангобардського короля не перешкоджати йому в подорожі до Франкського королівства.

## Втручання франків та формування церковних держав
Після цього папа перетнув перевал Великий Сен-Бернар і увійшов до Франкського королівства. Піпін прийняв свого гостя в Понтіоні та пообіцяв зробити все можливе, щоб повернути Равеннський екзархат та інші області, захоплені Айстульфом. Потім папа вирушив до Сен-Дені, що поблизу Парижа. Він уклав міцний союз дружби з Піпіном і зробив його першим королем Каролінгів, ймовірно, у січні 754 року. Він зв'язав франків під загрозою відлучення від церкви, заборонивши їм відтоді обирати собі королів з жодної іншої родини, окрім Каролінгів. Водночас він дарував Піпіну та його синам титул « патриція римлян», титул, який носили екзархи, найвищі візантійські чиновники в Італії. Замість них тепер король франків мав бути захисником римлян та їхнім єпископом. Однак, щоб виконати побажання папи, Піпіну врешті-решт довелося отримати згоду своєї знаті на похід до Італії. Це стало вкрай необхідним, коли кілька посольств спробували мирними засобами змусити лангобардського короля відмовитися від своїх завоювань, але повернулися, не виконавши своєї місії.
У К'єрзі на Уазі франкська знать нарешті дала свою згоду. Піпін письмово пообіцяв надати Церкві певні території, що є першим документальним записом про церковні штати. Цей документ не зберігся, але низка цитувань протягом наступних десятиліть вказує на його зміст, і цілком ймовірно, що він був джерелом багато інтерпольованого Fragmentum Fantuzzianum, який, ймовірно, датується 778–80 роками. У першому документі Квірсі Піпін обіцяв повернути папі Римському землі центральної Італії, завойовані Айстульфом, особливо в екзархаті та Римському герцогстві, а також низку маєтків у Лангобардському королівстві та Сполетському та Беневентському герцогствах. Ці землі ще не були завойовані Піпіном, тому його обіцянка була виконана за умови, що він це зробить.
Влітку 754 року Піпін і папа розпочали свій похід на Італію та змусили короля Айстульфа, який замкнувся у своїй столиці Павії, просити миру. Лангобарди пообіцяли відмовитися від захопленних міст Равенського екзархату та Пентаполіса, які були нещодавно ними завойовані, не здійснювати подальших нападів на Римське герцогство та північно-західні італійські округи Венеція та Істрія, а також визнали суверенітет франків. Для міст в екзархаті та в Пентаполісі, які Айстульф обіцяв повернути, Піпін склав окрему грамоту для папи. Це стало «Першим даруванням 754 року».
Але ледве Піпін перетнув Альпи на шляху додому, як Айстульф знову рушив на Рим і розпочав облогу. Папа закликав Піпіна ще раз виконати свою клятву вірності. У 756 році Піпін вирушив з армією проти Айстульфа і знову оточив його біля Павії. Айстульф знову був змушений пообіцяти папі міста, надані йому після першої війни, а також Комаккьо в гирлі річки По. Але цього разу обіцянки було недостатньо. Посланці Піпіна відвідали різні міста екзархату та Пентаполіса, вимагали та отримували ключі від них, а також привезли до Риму найвищих магістратів та найвидатніших магнатів цих міст. Піпін склав нову дарчу грамоту для міст, переданих таким чином папі, і поклав її разом з ключами від міст на могилі Святого Петра у «Другому даруванні 756 року».
Візантійський уряд, природно, не схвалив такого результату франкського втручання. Візантія сподівалась повернути собі володіння областями, які були відвойовані у неї лангобардами. Але Піпін взяв до рук зброю не заради візантійського імператора, а заради папи. У той час королі засновували монастирі та наділяли їх земельними володіннями, щоб там за них молилися; Піпін хотів надати папі світські території, щоб бути впевненим у молитвах папи. Тому, коли візантійські посли прибули до нього перед другою експедицією 756 року та попросили повернути імператору міста, відібрані у лангобардів, він сказав, що поверне ці міста лише Риму. Так Піпін заснував церковні держави.
Церковні держави були в певному сенсі єдиним залишком Римської імперії на Заході, які уникнули іноземних завойовників. Римське населення з вдячністю визнало, що їм вдалося уникнути полону лангобардів. Також світський суверенітет гарантував папі певний рівень незалежності. За правління сина Піпіна, Карла Великого, відносини з лангобардами знову загострилися. Адріан I скаржився, що лангобардський король Дезидерій вторгся на території церковних держав, і нагадав Карлу Великому про обіцянку, дану в К'єрзі. Оскільки Дезидерій також відстоював претензії племінників Карла Великого на владу у Франкському королівстві, він поставив під загрозу єдність і тому власні інтереси Карла Великого вимагали від нього протистояти Дезидерію. Восени 773 року Карл Великий вступив до Італії та обложив Дезидерія в Павії. Поки тривала облога, Карл Великий вирушив до Риму на Великдень 774 року і на прохання папи поновив обіцянки, дані в К'єрзі.
Невдовзі після цього Дезидерій був змушений капітулювати, а Карл Великий проголосив себе королем лангобардів замість Дезідерія. Ставлення Карла Великого до церковних держав тепер змінилося. З титулом короля лангобардів він також прийняв титул «Патрицій Романорам», яким його батько ніколи не користувався, і врахував у цьому титулі права, які за Піпіна ніколи з ним не пов'язували. Більше того, між Адріаном та Карлом Великим виникли розбіжності в думках щодо зобов'язань, взятих на себе Піпіном і Карлом Великим у документі К'єрзі. Адріан тлумачив це так, що Карл Великий повинен прийняти гнучку концепцію «res publica Romana» аж до відмови не лише від завоювань Айстульфа в Равенському екзархаті та Пентаполісі, але й від попередніх завоювань лангобардів у Центральній Італії, Сполето та Беневенто.
Але Карл не хотів визнавати такого тлумачення документа К'єрзі. Оскільки обидві сторони прагнули досягти порозуміння, у 781 році було досягнуто угоди. Карл Великий визнав суверенітет Адріана в Римському герцогстві та в церковних державах, заснованих пожертвами Піпіна 754—756 років. Тепер він склав новий документ, у якому були перераховані всі округи, в яких папа був визнаний правителем. Римське герцогство (про яке не згадувалося в попередніх документах) очолює список, за ним йдуть екзархат і Пентаполіс, доповнені містами, які Дезидерій погодився здати на початку свого правління (Імола, Болонья, Фаенца, Феррара, Анкона, Озімо та Умана); далі патрімонії були визначені в різних групах: у Сабінській області, в Сполетанській та Беневентанській областях, у Калабрії, Тоскані та на Корсиці. Однак Карл Великий, будучи «Патрицієм», хотів вважатися найвищим апеляційним судом у кримінальних справах у церковних штатах. З іншого боку, він пообіцяв захищати свободу вибору при обранні папи та поновив союз дружби, який раніше був укладений між Піпіном та Стефаном II.
Угода між Карлом Великим та Адріаном залишалася непорушною. У 787 році Карл Великий ще більше розширив церковні штати новими пожертвами: Капуя та кілька інших прикордонних міст герцогства Беневенто, крім кількох міст у Ломбардії, Тоскані, Популонії, Розеллі, Совані, Тосканеллі, Вітербо, Баньореї, Орв'єто, Ференто, Оркії, Марті та, нарешті, Чітта-ді-Кастелло, ймовірно, були додані в той час. Це ґрунтується на припущеннях, оскільки не збереглося жодного документа ні з часів Карла Великого, ні з часів Піпіна. Адріан проявив себе як непоганий політик і вважається другим засновником Церковних штатів разом зі Стефаном II. Його угода з Карлом Великим залишалася авторитетною для відносин пізніших пап з Каролінгами та німецькими імператорами. Блискучого зовнішнього вираження ці відносини отримали після коронації Карла Великого на імператора у 800 році.
Наприкінці IX століття, наприклад, за часів папства Івана VIII, папська спадщина опинилася під серйозною загрозою.

## Папська провінція
З початку XIII століття Патримоній Святого Петра був однією з чотирьох провінцій, заснованих папою Інокентієм III як поділ Папської держави. Він включав частину стародавньої Тусції, що підпорядковувалася Апостольському Престолу, тобто нинішню провінцію Вітербо та округ Чівітавекк'я на північ від Риму. Іншими провінціями були Папська область була утворена такими територіями: на північ від Риму — Сабіна; на південь від Риму — Маріттіма (приморський Лаціо) і Кампанья (внутрушній Лаціо).
Ним керував призначений папою чиновник, ректор. Згодом також задокументовано присутність Генерального ректора, координатора діяльності провінційних ректорів та безпосереднього референта понтифіка.
Провінція Patrimonio була підтверджена в Constitutiones Egidianae 1357 року, виданої кардиналом Егідіо Альборнозом.
Містами, де знаходилися ректори, були Монтеф'ясконе та Вітербо.

## Список папських патримоній
Кожен патримоній не обов'язково був єдиною одиницею, а міг складатися з інших земель, не приєднаних до центрального ядра (ex corpore patrimoniae).
- Патрімоніум Тусції (обмежений Віа Аурелія та Віа Фламінія, у північному квадранті Агро Романо);
- Patrimonium Tuscie Suburbanum (навколо Базиліки Святого Петра);
- Patrimonium Sabinense або Carseolanum (на Віа саларія, що закінчується біля абатства Фарфа);
- Patrimonium Tiburtinum (обмежений Віа Номенанта та Віа Тібуртина);
- Patrimonium Labicanum (на Віа Лабікана, що закінчується в долині Анієне);
- Patrimonium Appiae (на Аппієвій дорозі, закінчується в Альбано);
- Patrimonium Appiae Suburbanum (навколо базиліки Сан-Джованні ін Латерано);
- Patrimonium Caietanum (навколо Гаети);
- Patrimonium Traiectum (на річці Гарільяно).